# 郭家麒

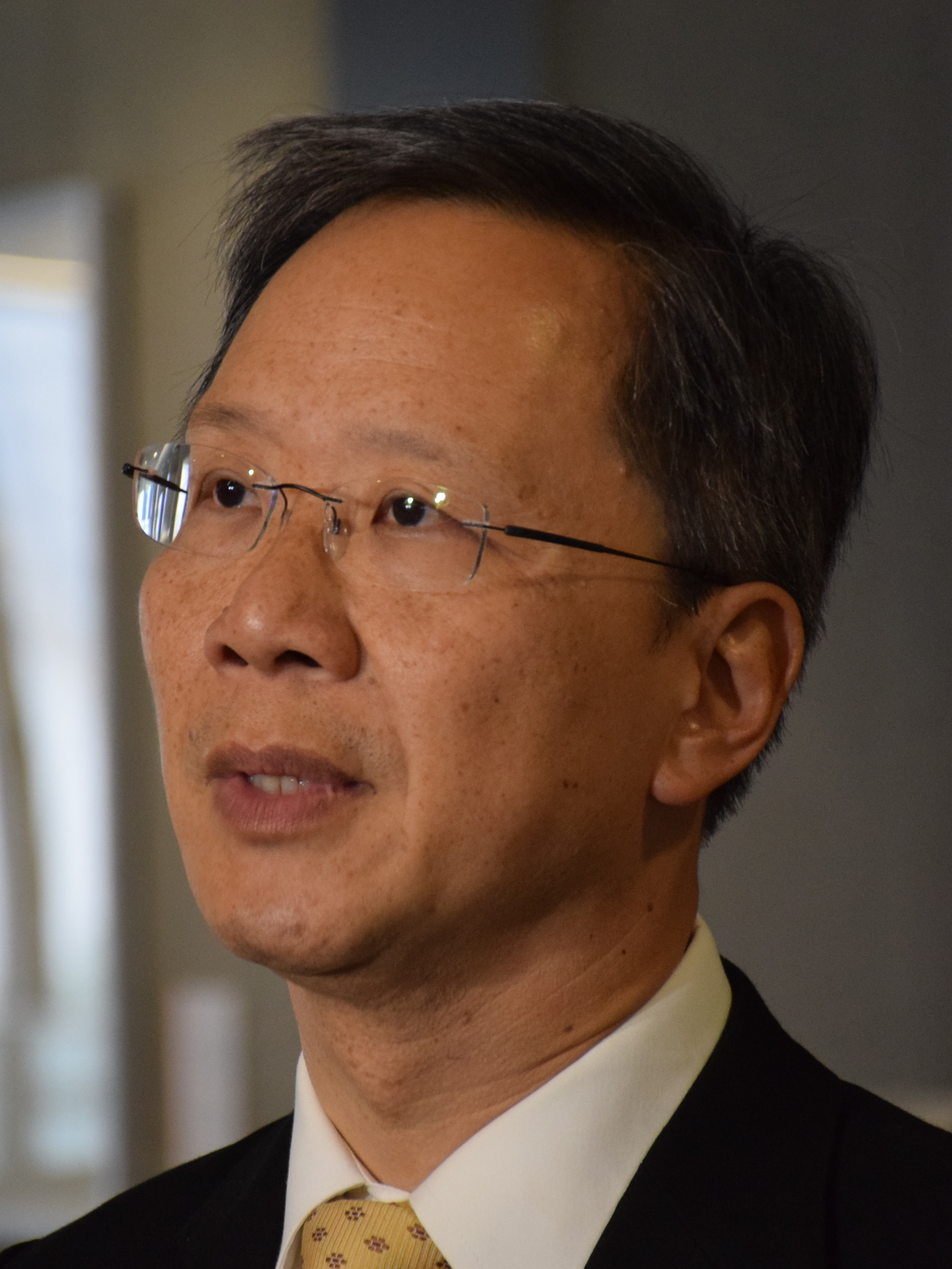
2015年的郭家麒

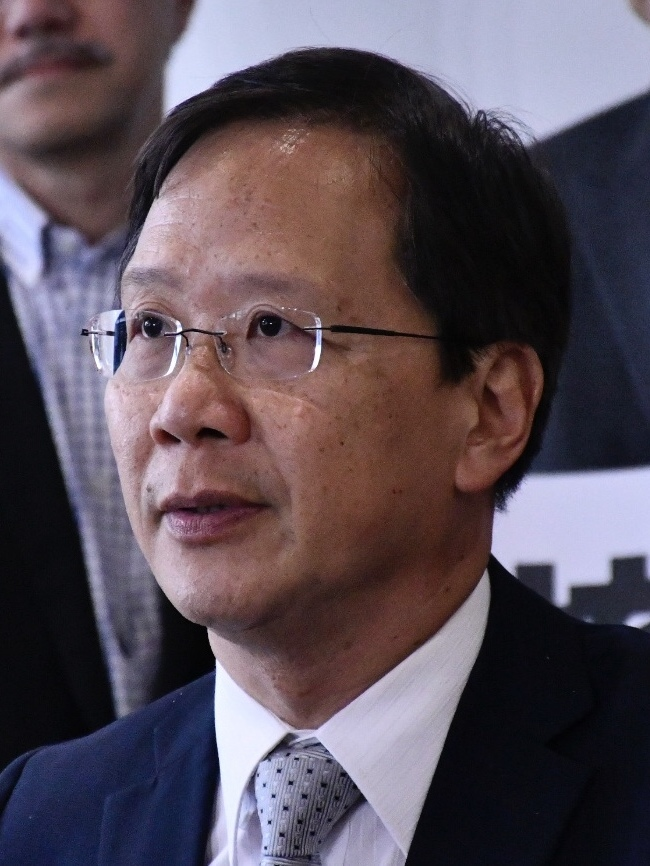
郭家麒（2019年）

郭家麒（英語：Kwok Ka-ki，1961年7月20日—），香港男性商人、政治人物、立法會前議員以及泌尿外科專科醫生，祖籍廣東省揭陽，是於香港土生土長，曾任香港香港立法會新界西地區直選議員以及前公民黨健康及生活質素支部主席。與妻子許舜莉育有一子兩女。2020年11月11日，全國人大常委會作出決定，制訂涉及取消即時喪失第七屆立法會議員資格的框架安排，及後授權特區政府處理有關事宜，並由特區政府宣布他即時喪失立法會議員資格。2021年1月6日因早前參與立法會民主派初選涉嫌違犯中華人民共和國香港特別行政區維護國家安全法而被捕，被判監4年2個月。

## 生平
郭家麒童年居於荃灣梨木樹邨，父親經營辦館「合豐士多」。郭家麒中學畢業於葵涌中華基督教會全完中學，於九龍工業學校就讀預科。其後考入香港大學醫學院，並在1985年獲得內外全科醫學士學位。
他曾是中西區區議會議員（1994年﹣2007年），在2004年香港立法會選舉醫學界功能組別中擊敗勞永樂勝出，首次當選立法會議員。2004年12月1日被委任為醫院管理局成員，但是在2006年11月任期滿前夕，卻不獲政府續任，有評論指其出局與敢言作風有關。
郭家麒積極反對其母校香港大學以李嘉誠為醫學院命名，並聲言發起全球港大醫學院校友籌款，贖回醫學院原名，惟響應者不多。醫學院於2006年1月1日正式命名為「香港大學李嘉誠醫學院」。
2008年香港立法會選舉，郭家麒爭取連任醫學界議員，但最後敗給梁家騮。
2010年7月，由郭家麒牽頭的「關懷香港」宣佈退出普選聯，並於7月19日加入公民黨。
2012年，郭家麒代表公民黨參加2012年香港立法會選舉出戰新界西地區。候選期間，他於出席選舉論壇時公開表示強烈反對政府歧視新來港人士，認為新來港人士應該和香港永久居民享有同等的醫療服務、公屋申請權利以及綜援申請權利，此觀點引起了社會上的不少質疑聲音。最後他以72,185票成功當選。
2016年，再度代表公民黨出選新界西選區，最後取得該區票數排名第七的42,334票，成功連任。

## 立法會工作

### 嚴重急性呼吸綜合症冠狀病毒2型疫情期間表現
嚴重急性呼吸綜合症冠狀病毒2型疫情期間，本身為醫生的郭家麒倡強制所有入境人士進行病毒測試，接受深喉唾液測試，方可阻截病毒於社區散播。另外郭家麒亦關注，在中國內地有懲教署工場出產的口罩出售，反而香港就連前線醫護人員的口罩供應也不足，批評是「離晒大譜」。

## 爭議言論及其立場主張

### 愛國主張
雖然2016年郭家麒參選立法會時沒有簽署確認書聲明擁護《基本法》，且2017年參選人大選舉時拒絕簽署擁護中國憲法的確認書，接受記者採訪時說「若有人以是否愛國作標準，我認為我絕對符合。」還舉例他愛中國的證據，「我讀中學的時候，主動研讀馬列毛（馬克思、列寧、毛澤東）思想，我當時並無被洗腦；我第一、二次長程旅行都是到大陸去，經常參與大陸交流團。」

### 被澳門拒絕入境
2017年7月15日，郭家麒在與太太旅遊澳門度蜜月時，被澳門當局以「有強烈迹象顯示對澳門公共秩序或治安構成威脅」為由拒絕入境。

### 发表“抗戰老兵起立是被逼”的不实言论
2019年5月在立法會質詢時，談到近期的國歌快閃片段時，更質疑其中坐輪椅的老婆婆唱國歌時起立是「被逼」，又指國歌法本地立法後會「強迫長者站立、啞巴唱歌」。而該老婆婆身份是抗戰時期香港東江縱隊的老兵，起立僅僅是出於對國歌的尊重。

### 反對以健康碼取代檢疫
2020年6月29日，新冠疫情期間，郭家麒為了支持其「未適合以健康碼代替檢疫」的說法，聲稱「廣東省昨日（即2020年6月28日）仍有本地個案」，但是實際上廣東省上一宗本地新冠肺炎個案的發生日期已經是2020年4月28日，截至6月28日已經連續超過60天沒有本地個案發生了。另一方面，廣東和澳門的健康碼運行穩妥和不斷恢復和擴大人員往來證明了廣東疫情控制卓有成效。

### 涉多宗醫療上失誤，累醫保大幅增加
2004年至2005年期間，郭家麟至少涉及三宗嚴重醫療失誤個案，被病人入稟索償，惟這些個案全部沒有上庭，相信已透過專業責任保險機構醫療保障協會（MPS）賠付在庭外和解。而索賠個案不斷出現，拖累其他無問題醫生的保費大幅增加。2005年9月，一群醫學會及MPS成員連署去信MPS，指業內有些害群之馬違反道德行醫，以致牽涉多宗醫療失誤個案，強烈要求承保組織把郭家麟除名，不接受其投保，以免業界受其訴訟拖累而要付出昂貴的保費。

### 報名參選立法會後被選舉主任質問多項問題
2020年立法會換屆選舉，郭勝出泛民陣營舉辦的初選，遞交提名報名競逐在新界西地區直選連任後數日，即同年7月25日，郭接收到當區選舉主任黃展翹的信件，就多項議題的立場詢問其，包括涉及其曾簽署反對港區國安法的聲明、爭取外國制裁、否決財政預算案等範疇，而有關舉動被指是撤銷楊等人之參選資格的前奏。2020年7月30日，其選舉提名被選舉主任正式裁定為無效。

### 人大常委會的決定令四名民主派議員喪失立法會議員資格

#### 即時喪失第七屆立法會議員資格
2020年11月11日，由香港特區政府根據按著《全國人大常委會通過關於香港特區就行政長官建議立法會議員資格問題的決定安排》宣佈郭家麒、郭榮鏗、楊岳橋和梁繼昌等4名立法會議員已於2020年7月30日起即時喪失第七屆立法會議員資格。

## 外部連結
- 郭家麒的Facebook專頁
- 郭家麒的Instagram帳戶
- 郭家麒反對政府歧視新來港人士（页面存档备份，存于）